# Irene Hendriks
Desiree Helene "Irene" Hendriks, née le 13 avril 1958 à Ngaliema (Congo belge), est une ancienne joueuse de hockey sur gazon néerlandaise. Elle est médaillée d'or lors des Jeux de 1984.

## Biographie
Irene Hendricks fait partie de l'équipe nationale féminine médaillée d'or lors des Jeux olympiques d'été de 1984.

## Palmarès

### Jeux olympiques
- médaille d'or du tournoi féminin en 1984 à Los Angeles,  États-Unis

### Championnats du monde
- médaille d'or en 1978 à Madrid,  Espagne
- médaille d'argent en 1981 à Buenos Aires,  Argentine
- médaille d'or en 1983 à Kuala Lumpur,  Malaisie